# Minju Choson
 (août 2023).
Si vous disposez d'ouvrages ou d'articles de référence ou si vous connaissez des sites web de qualité traitant du thème abordé ici, merci de compléter l'article en donnant les références utiles à sa vérifiabilité et en les liant à la section « Notes et références ».

Minju Choson (Chosŏn'gŭl : 조선, hanja : 朝鮮) est un journal gouvernemental dirigé pat l'état nord-coréen publié à Pyongyang. Il a été lancé en 1945, le rédacteur en chef est Jong Ri-jong. Minju Choson est le principal journal du cabinet de la Corée du nord.

## Histoire
Minju Choson s'appelait initialement Pyongyang Ilbo. En octobre 1945, il changea de nom et devint Minju Choson. Il devint l'organe du comité populaire de la province nord-coréenne et prit ses fonctions en septembre 1948 lors de la création de la république populaire démocratique de Corée.

## Description
Contrairement à Rodong Sinmun, il traite de questions administratives telles que les décisions et les ordonnances du cabinet, les lois, les règlements et les questions de politique générales.
La mission officielle du journal est « d'armer les travailleurs des instances dirigeantes du peuple et des instances économiques nationales de la pensée révolutionnaire du grand dirigeant et de l'idéologie du Juche, et d'aider grandement la société tout entière à réaliser les exploits du Juche en maintenant fermement les partis travailleurs et le Grand Leader et en les organisant et en les mobilisant avec force ».
Depuis 1996, les trois principaux journaux de Corée du nord (Minju Choson, Rodong Sinmun et Chongnyon Jonwi) ainsi que l'agence de presse centrale coréenne publient un éditorial commun décrivant les politiques du pays pour l'année.